# Babelio
Babelio est à la fois un site web et une application mobile consacrés à la littérature et un réseau social destiné à enregistrer des bibliothèques personnelles qui pourront ensuite être partagées et commentées par les autres utilisateurs. Le site fonctionne selon le principe d'une application web de catalogage social.

## Historique
Le site Babelio a été lancé en janvier 2007 par trois amateurs de livres : Guillaume Teisseire, Vassil Stefanov et Pierre Fremaux.
En 2009, Babelio lance Babelthèque, un service de découverte de livres qui cible les bibliothèques publiques.
En mai 2023, Babelio recevait 8 millions de visites mensuellement.
En juin 2023, Babelio lance un service de recommandation de livres réservé aux libraires et aux éditeurs,.

## Fonctionnalités

### Pour le grand public
Babelio est un outil de gestion de ses lectures, disponible sur le web et en application. Le réseau social permet également d'échanger entre lecteurs des recommandations de livres et des avis littéraires. Les contenus ajoutés par les usagers sont complétés par des informations sur les livres : critiques de la presse, extraits, interviews, constituant ainsi une base de données d'informations sur les livres.

### Pour les professionnels du livre
Babelio propose un réseau social des auteurs destiné à mettre en relation les écrivains et leurs lecteurs en fonction de leurs goûts littéraires. Le site propose également aux bibliothèques publiques d'enrichir leurs catalogues en contenu communautaire (critiques, citations, nuages de mots clés) à travers son site Babelthèque.

## Prix Babelio
Le site Web Babelio a lancé son prix des lecteurs annuel en 2019. La dernière édition du prix Babelio, qui récompense dix lauréats dans dix catégories, a compté sur la participation de 10 000 lecteurs pour 51 000 votes.

### Lauréats
| Année | Littérature française                                   | Littérature étrangère                                     | Polar et thriller                                                | Bande dessinée                                            | Manga                                                                   | Jeunesse                                                                                | Jeune adulte                                                       | Imaginaire                                               | Roman d'amour                                                    | Non-fiction                                                                   |
| ----- | ------------------------------------------------------- | --------------------------------------------------------- | ---------------------------------------------------------------- | --------------------------------------------------------- | ----------------------------------------------------------------------- | --------------------------------------------------------------------------------------- | ------------------------------------------------------------------ | -------------------------------------------------------- | ---------------------------------------------------------------- | ----------------------------------------------------------------------------- |
| 2019  | Né d'aucune femme de Franck Bouysse                     | Le Meurtre du Commandeur de Haruki Murakami               | Surface de Olivier Norek                                         | Lou ! En route vers de nouvelles aventures de Julien Neel | The Promised Neverland, de Kaiu Shirai et Posuka Demizu                 | Engrenages et sortilèges de Adrien Tomas                                                | Un si petit oiseau de Marie Pavlenko                               | Une sirène à Paris de Mathias Malzieu                    | Laisse tomber la neige de Cécile Chomin                          | À nous la liberté ! de Christophe André, Alexandre Jollien et Matthieu Ricard |
| 2020  | Mamma Maria de Serena Giuliano                          | Les Testaments de Margaret Atwood                         | Les enquêtes du département V. Victime 2117 de Jussi Adler-Olsen | Sacrées Sorcières de Pénélope Bagieu                      | L'Atelier des sorciers, de Kamome Shirahama                             | Gardiens des Cités perdues, Héritages de Shannon Messenger                              | Heartstopper, d'Alice Osman                                        | Je suis fille de rage de Jean-Laurent Del Socorro        | La vie a plus d’imagination que nous de Clarisse Sabard          | Votre temps est infini de Fabien Olicard                                      |
| 2021  | Chère Mamie au pays du confinement de Virginie Grimaldi | Le Fabuleux Voyage du carnet des silences de Clare Pooley | Le Mystère de la main rouge de Henri Lœvenbruck                  | Ne m'oublie pas de Alice Garin                            | Les Carnets de l'apothicaire de Natsu Hyūga, Itsuki Nanao et Nekokurage | J'ai 14 ans et ce n’est pas une bonne nouvelle de Jo Witek                              | Le Syndrome du spaghetti de Marie Vareille                         | Les Voleurs de fumée de Sally Green                      | Les étoiles brillent plus fort en hiver de Sophie Jomain         | Vivre avec nos morts de Delphine Horvilleur                                   |
| 2022  | Les Douleurs fantômes de Mélissa Da Costa               | Blackwater de Michael McDowell                            | Dans les brumes de Capelans de Olivier Norek                     | Lore Olympus de Rachel Smythe                             | Spy x Family de Tatsuya Endo                                            | Mémoires de la forêt : Les Souvenirs de Ferdinand Taupe de Mickaël Brun-Arnaud et Sanoe | La Passeuse de mots, L'Œil de la vérité de Alric et Jennifer Twice | Capitale du Nord : Citadins de demain de Claire Duvivier | Vous reprendrez bien un peu de magie pour Noël ? de Carène Ponte | Les Fossoyeurs de Victor Castanet                                             |
| 2023  | Les Femmes du bout du monde de Mélissa Da Costa         | La Petite Fille de Bernhard Schlink                       | La Constance du prédateur de Maxime Chattam                      | Le Cœur en braille de Joris Chamblain et Anne-Lise Nalin  | Orange, tome 7 de Ichigo Takano                                         | Les gens sont beaux de Baptiste Beaulieu et Qin Leng                                    | Just wanna be your brother de Nine Gorman et Mathieu Guibé         | Conte de fées de Stephen King                            | Captive, tome 2 de Sarah Rivens                                  | Seul l'espoir apaise la douleur de Simone Veil                                |
| 2024  | Cinq cœurs en sursis de Laure Manel                     | Les Armes de la lumière de Ken Follett                    | Les Secrets de la femme de ménage de Freida McFadden             | La Route de Manu Larcenet                                 | Le Voyage de Shuna de Hayao Miyazaki                                    | Les femmes aussi ont fait l'Histoire de Titiou Lecoq                                    | L'Effet boule de neige de Clara Héraut                             | Babel de R. F. Kuang                                     | Fourth Wing de Rebecca Yarros                                    | Ma vie sans gravité de Thomas Pesquet                                         |
| 2025  | Un avenir radieux de Pierre Lemaître                    | Lettres d'amour de Kamakura de Ito Ogawa                  | La Librairie des chats noirs, de Piergiorgio Pulixi              | Les femmes ne meurent pas par hasard de Charlotte Rotman  | Morgana & Oz, tome 1 de Miyuli                                          | Agence Perdido, tome 1 : Les Derniers Retrouveurs de Victor Dixen                       | Hunger Games : Lever de soleil sur la moisson de Suzanne Collins   | La Petite Boutique de sortilèges, de Sarah Beth Durst    | À nos coeurs battants de Emma Green                              | Résister, de Salomé Saqué                                                     |